# Slag bij Jackson (Tennessee)

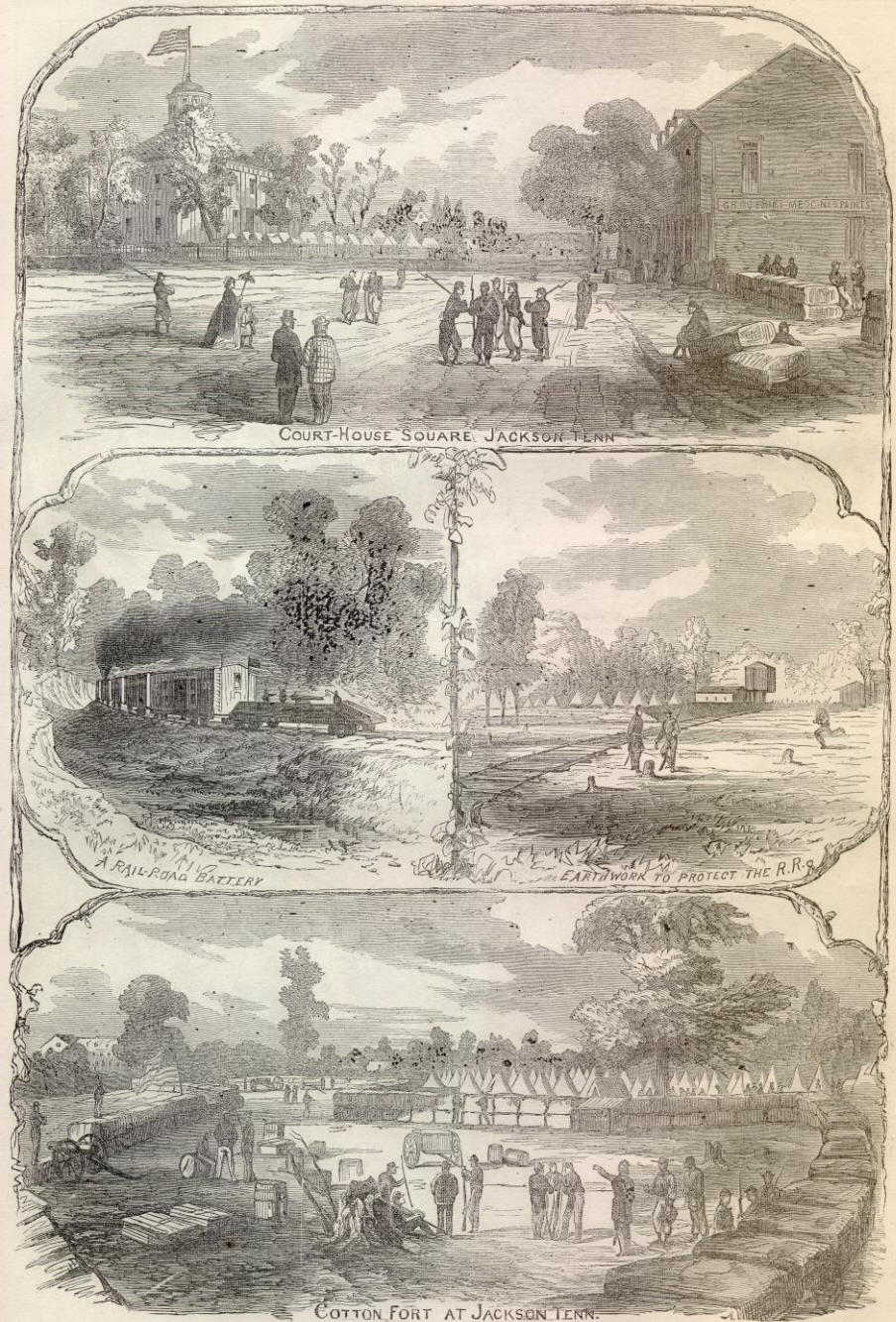
Jackson voor de slag

De Slag bij Jackson te Tennessee vond plaats op 19 december 1862 in Madison County, Tennessee, tijdens de Amerikaanse Burgeroorlog.
Deze confrontatie vond plaats tijdens de expeditie van de Zuidelijke Brigade-generaal Nathan Bedford Forrest tussen 11 december 1862 en 1 januari 1863.
Forrest wilde de aanvoerlijn van het leger van Ulysses S. Grant verstoren. Grants leger was langs de Mississippispoorweg bezig met militaire operaties. Als Forrest erin slaagde om de Mobile & Ohio-spoorweg te vernietigen, kon dit de operaties van Grant ernstig verstoren of zelfs een halt toeroepen. Forrests 2.100 man sterke cavaleriebrigade stak de rivier de Tennessee over tussen 15 december en 17 december. Om Forrest een halt toe te roepen, had Grant een troepenconcentratie bevolen rond Jackson onder leiding van brigadegeneraal Jeremiah C. Sullivan en een cavalerie-eenheid onder leiding van kolonel Robert G. Ingersoll om Forrest te vinden. Op 18 december verpletterde Forrest de Noordelijke cavalerie.
De volgende dag kon Forrest zijn opmars voortzetten. Sullivan gaf het bevel aan kolonel Adolph Englemann om een kleine eenheid ten noordoosten van Jackson te positioneren. Bij het kerkhof van Old Salem sloeg Englemann een vijandelijke cavalerieaanval af met twee infanterieregimenten. Daarna trok hij zich anderhalve kilometer terug, dichter bij het stadje. Deze Zuidelijke cavalerieaanval op het kerkhof was echter een list van Forrest. Terwijl hij via de aanval met een klein deel van zijn cavalerie de vijand vastpinde rond Jackson, kreeg hij de vrije hand om de spoorweg ten zuiden en noorden van het stadje te vernietigen. Na de vernietiging van de spoorweg verplaatste Forrest zijn aandacht naar Trenton en Humboldt.